# Karbin
Karbin – hipotetyczna alotropowa odmiana węgla o strukturze polialkinu −(C≡C)
n−, w której atomy tworzą długie łańcuchy o występujących naprzemiennie pojedynczych i potrójnych wiązaniach lub skumulowanych wiązaniach podwójnych.
Na podstawie badania dyfrakcji elektronowej zasugerowano, że chaoit może mieć strukturę karbinu. Potwierdzeniem tych wniosków mogą być doniesienia o uzyskaniu identycznych struktur poprzez sublimację grafitu w temperaturze 2400–2700 °C lub poprzez naświetlanie grafitu laserem w wysokiej próżni (otrzymane w ten sposób substancje nazwano cerafitem). Jednak późniejsza publikacja zakwestionowała karbinową budowę chaoitu, przypisując uzyskane wyniki dyfrakcji zanieczyszczenia minerału gliną.
Lagow wraz z zespołem przygotowali alotrop węglowy oparty na hybrydyzacji „sp”, zawierający naprzemienne wiązania potrójne i pojedyncze (tzw. acetylenowy lub liniowy alotrop węglowy). Badania stosunkowo niewielkich (od 8 do 28 atomów węgla) związków modelowych tego typu pokazują, że takie odmiany mogą być dość stabilne (130 do 140 °C) pod warunkiem, że posiadają niereaktywne grupy końcowe (takie jak grupa tert-butylowa lub grupa trifluorometylowa), które zapobiegają niepożądanym reakcjom następczym. W obecności odpowiednich grup ograniczających, laserowe techniki syntetyczne, podobne do tych zwykle stosowanych w procesach otrzymywania fulerenów, wytwarzają termostabilne acetylenowe formy węgla ograniczone grupami trifluorometylowymi lub nitrylowymi o długości łańcucha przekraczającej 300 atomów węgla. W tych warunkach powstaje tylko niewielka ilość fulerenów. Acetylenowe związki węgla nie są szczególnie wrażliwe na wilgoć lub tlen, ale są umiarkowanie wrażliwe na światło.
W 2013 roku obliczono, że moduł sprężystości podłużnej karbinu wynosi blisko 32,7 TPa, czyli blisko 32 razy więcej niż naturalnego diamentu.